# コンスタンティン・フォン・バイエルン
コンスタンティン・プリンツ・フォン・バイエルン（Konstantin Prinz von Bayern, 1920年8月15日 - 1969年7月30日）は、ドイツのジャーナリスト、政治家。バイエルン王国の王家であったヴィッテルスバッハ家の一員で、全名はコンスタンティン・レオポルト・ルートヴィヒ・アーダルベルト・ゲオルク・タドイス・ヨーゼフ・ペトルス・ヨハンネス・アントニウス・フランツ・フォン・アッシジ・アスンプティオン・エト・オムネス・サンクティ・プリンツ・フォン・バイエルン (Konstantin Leopold Ludwig Adalbert Georg Thadeus Josef Petrus Johannes Antonius Franz von Assisi Assumption et omnes sancti Prinz von Bayern)。
バイエルン王子アーダルベルトとその妻のゼーフリート・アウフ・ブッテンハイム伯爵夫人アウグステの長男として、ミュンヘンで生まれた。1939年にドイツ国防軍に入隊したが、1941年にナチス・ドイツ政府が定めた王族兵役免除措置 (en) によって退役を余儀なくされ、1942年よりフライブルク大学で法学を学ぶことになった。1944年に大学を卒業するとカールスルーエ高等地方裁判所で勤務するようになったが、1944年7月20日のヒトラー暗殺計画の直後、一族の多くの人々と一緒に逮捕され、第二次世界大戦終結まで投獄された。
戦後、『ノイ・レヴュー』(Neu Revue) 誌、南ドイツ新聞、人気のある『ブンテ』(Bunte) などの誌上でジャーナリストとして活動し始めた。1958年には教皇ピウス12世の伝記を執筆している。また政治家としてはバイエルン州の最大政党の一つキリスト教社会同盟に所属しており、1962年にはバイエルン州議会議員に、1965年にはドイツ連邦議会議員になっている。
1969年7月30日、バーデン＝ヴュルテンベルク州ヘヒンゲン近郊で飛行機事故に遭い亡くなった。

## 結婚と子女
1942年8月26日、ジグマリンゲンにおいて、ホーエンツォレルン＝ジグマリンゲン侯フリードリヒの娘マリア・アーデルグンデと結婚した。2人の結婚式は第二次世界大戦中に行われた上流社会最大のイベントと言われている。夫妻は2人の息子をもうけたが、1948年7月14日に離婚し、1950年3月24日に2人の婚姻無効が布告された。
- レオポルト（1943年 - ）：レーシングドライバー。1977年にウッシー・メーレンカンプ (Uschi Möhlenkamp) と結婚し2男2女をもうける。
- アーダルベルト（1944年 - ）：1983年、マリアン・マルコウスキー (Marion Malkowsky) と結婚し息子2人をもうける。

1953年8月14日、ケーフェンフューラー＝メッチュ伯爵夫人ヘーラと再婚し、娘を1人もうけた。
- イザベル（1953年 - ）